# Ahmed Jaziri
Ahmed Jaziri (* 16. Dezember 1997 in Radès) ist ein tunesischer Leichtathlet, der im Mittelstrecken- sowie im Hindernislauf an den Start geht.

## Sportliche Laufbahn
Erste Erfahrungen bei internationalen Meisterschaften sammelte Ahmed Jaziri im Jahr 2016, als er bei den U23-Mittelmeer-Meisterschaften in Tunis in 14:58,39 min den siebten Platz im 5000-Meter-Lauf belegte. Im Jahr darauf gelangte er bei den Arabischen Meisterschaften in Radès mit 14:40,70 min auf Rang sechs und 2018 gewann er bei den U23-Mittelmeer-Meisterschaften in Jesolo in 14:42,97 min die Bronzemedaille hinter dem Franzosen Jimmy Gressier und Tariku Novales aus Spanien. 2020 zog er in die Vereinigten Staaten und studiert dort an der Eastern Kentucky University. In den USA verbesserte er in der Halle die Landesrekorde über die Meile und im 3000-Meter-Lauf und startete 2022 über diese Distanz bei den Hallenweltmeisterschaften in Belgrad und verpasste dort mit 7:58,44 min den Finaleinzug. Im Juni wurde er NCAA-Collegemeister über 3000 m Hindernis und nahm im Juli an den Mittelmeerspielen in Oran teil und gelangte dort mit 8:24,31 min auf Rang vier. Anschließend schied er bei den Weltmeisterschaften in Eugene mit 8:28,28 min im Vorlauf aus. Im Jahr darauf siegte er in 8:17,64 min beim USATF Los Angeles Grand Prix und schied bei den Weltmeisterschaften in Budapest mit 8:29,81 min im Vorlauf aus. Daraufhin siegte er in 8:14,93 min beim Hanžeković Memorial. 2024 belegte er bei den Olympischen Sommerspielen in Paris in 8:08,02 min im Finale den fünften Platz.
2016 wurde Jaziri tunesischer Meister im 5000-Meter-Lauf sowie 2019 über 1500 Meter.

## Persönliche Bestleistungen
- 1500 Meter: 3:37,73 min, 27. Juli 2024 in Löwen
  - Meile (Halle): 4:02,93 min, 5. Februar 2022 in Winston-Salem (tunesischer Rekord)
  - 3000 Meter (Halle): 7:41,05 min, 10. Februar 2024 in Boston (tunesischer Rekord)
- 5000 Meter: 13:24,18 min, 26. Januar 2024 in Boston
- 3000 m Hindernis: 8:08,02 min, 7. August 2024 in Paris